# 8432 Тамакасуґа
8432 Тамакасуґа (8432 Tamakasuga) — астероїд головного поясу, відкритий 27 грудня 1997 року.
Тіссеранів параметр щодо Юпітера — 3,180.
Названо на честь Тамакасуґи (яп. たまかすが(玉春日) тамакасуґа).